# Parigi-Roubaix 1939
La Parigi-Roubaix 1939, quarantesima edizione della corsa, si svolse il 9 aprile 1939 su un percorso di 262 km con partenza a Le Vésinet e arrivo a Roubaix. Fu vinta dal belga Émile Masson, giunto al traguardo con il tempo di 7h17'30" alla media di 35,934 km/h davanti al connazionale Marcel Kint e al francese Roger Lapébie. Conclusero la prova 68 dei 171 ciclisti al via.

## Squadre e corridori partecipanti
Si iscrissero alla prova 183 ciclisti, in rappresentanza di 20 squadre di marca o come ciclisti iscritti a titolo individuale. Di questi, presero il via in 171, mentre 12 non punzonarono.
| N.         | Cod. | Squadra                     |
| ---------- | ---- | --------------------------- |
| 1, 136-140 | -    | A. Leducq-Hutchinson        |
| 2-9        | -    | Dilecta-Wolber              |
| 10-14      | -    | J.B. Louvet-Wolber          |
| 15-18      | -    | De Dion-Bouton-Wolber       |
| 19-29      | -    | Génial Lucifer-Hutchinson   |
| 30-46      | -    | Alcyon-Dunlop               |
| 47-52      | -    | La Française-Diamant-Dunlop |
| 53-55      | -    | Armor-Dunlop                |
| 56-58      | -    | Labor-Dunlop                |
| 60-81      | -    | Helyett-Hutchinson          |
| 83-86      | -    | Essor-Hutchinson            |

| N.      | Cod. | Squadra                 |
| ------- | ---- | ----------------------- |
| 87-105  | -    | France Sport-Wolber     |
| 107-114 | -    | Mercier-Hutchinson      |
| 115-120 | -    | A. Magne-Hutchinson     |
| 121-127 | -    | R. Lapébie-Hutchinson   |
| 128-135 | -    | F. Pélissier-Hutchinson |
| 142-147 | -    | Ruche-Hutchinson        |
| 148-156 | -    | L. Michard-Pirelli      |
| 157-163 | -    | Colin-Jenatzy           |
| 164-167 | -    | La Nordiste-Hutchinson  |
| 168-184 | -    | Individuali             |

## Ordine d'arrivo (Top 10)
| Pos. | Corridore             | Squadra      | Tempo    |
| ---- | --------------------- | ------------ | -------- |
| 1    | Émile Masson          | Alcyon       | 7h17'30" |
| 2    | Marcel Kint           | F. Pélissier | a 1'30"  |
| 3    | Roger Lapébie         | R. Lapébie   | s.t.     |
| 4    | Maurice Archambaud    | A. Leducq    | s.t.     |
| 5    | Cyriel Van Overberghe | F. Pélissier | s.t.     |
| 6    | Sylvain Grysolle      | Dilecta      | a 3'08"  |
| 7    | Robert Wierinckx      | J.B. Louvet  | s.t.     |
| 8    | Albert Hendrickx      | Labor        | s.t.     |
| 9    | Antonin Magne         | A. Magne     | s.t.     |
| 10   | Noël Declercq         | Individuali  | s.t.     |